# Leonard Orban

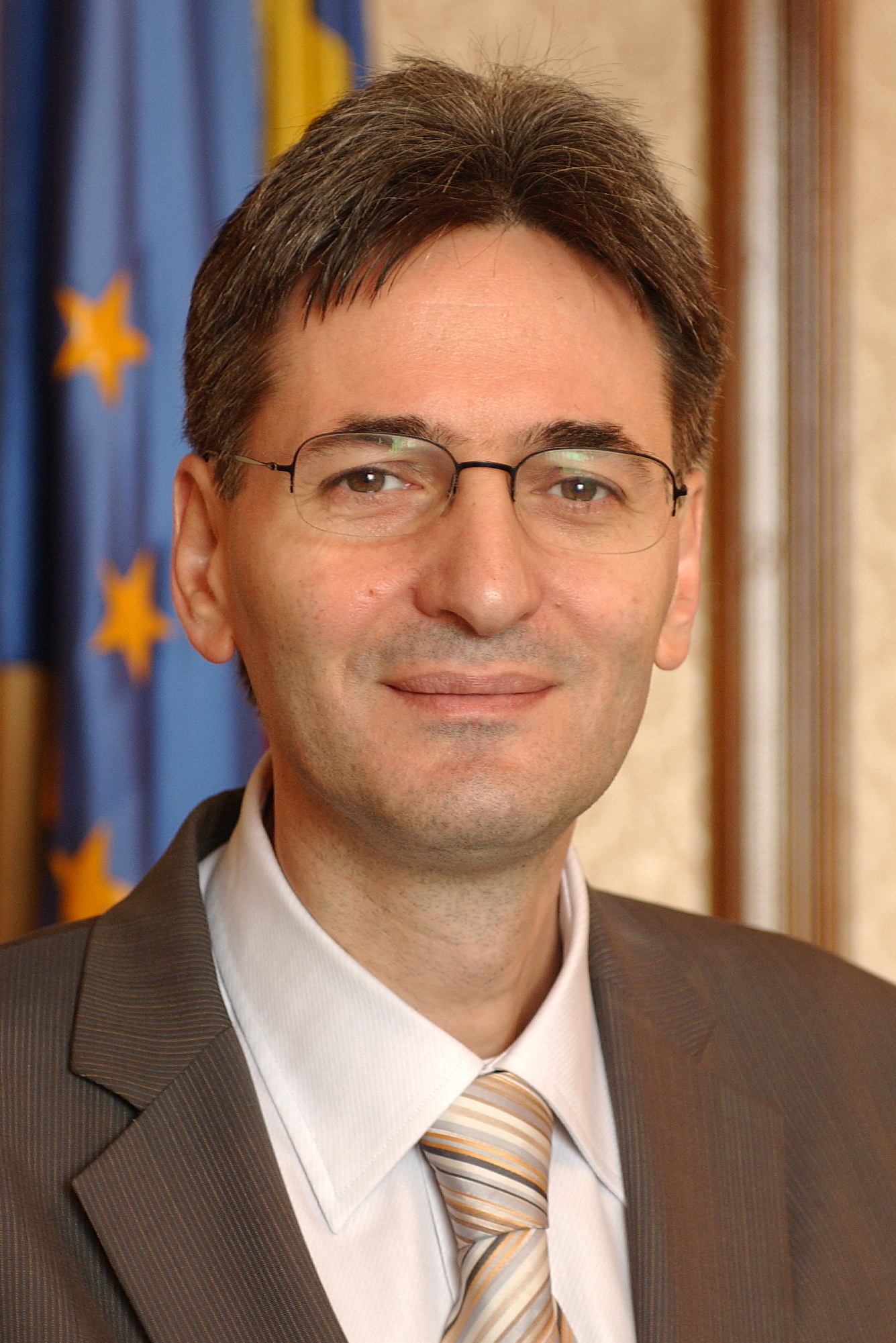
Leonard Orban, 2006

Leonard Orban (* 28. Juni 1961 in Brașov) ist ein rumänischer Politiker.
Nach dem Studium des Maschinenbaus an der Universität von Brașov von 1981 bis 1986 arbeitete er in einer Traktorenfabrik. Nebenbei studierte er Management an der Akademie für Wirtschaftswissenschaften in Bukarest.
Seit 1993 politisch aktiv, wurde er 2001 Mitglied des rumänischen Verhandlungsteams für den EU-Beitritt. Im Dezember 2004 wurde er Chefunterhändler und gleichzeitig Staatssekretär im Ministerium für Europäische Integration.
Am 30. Oktober 2006 schlug ihn Călin Popescu Tăriceanu als Kandidaten Rumäniens für die Europäische Kommission vor, Kommissionspräsident José Manuel Barroso nahm die Kandidatur an. Mit Zustimmung des Europaparlamentes war er von Januar 2007 bis Februar 2010 Kommissar für Mehrsprachigkeit.
Er war Schirmherr des ab 2008 mindestens auf zwei Jahre angelegten Großprojektes „Sprachen ohne Grenzen“ des Goethe-Instituts: mit Wettbewerben, Konferenzen, Literaturfestivals, Dokumentationen, Performance- und Multimedia-Projekten zu Mehrsprachigkeit in Politik, Wissenschaft und Wirtschaft.
2012 war Leonard Orban rumänischer Europaminister im Kabinett Ponta.
Leonard Orban ist Bruder des liberalen Politikers Ludovic Orban (PNL). Er ist verheiratet und Vater eines Kindes.